# Siripoj Chamroenvidhya
Siripoj Chamroenvidhya, né le 17 juillet 1957 à Bangkok, est un artiste contemporain thaïlandais établi en Suisse depuis 1980.

## Biographie
Après avoir suivi des études à l'ESAV à Genève de 1980 à 1984 dans l'atelier de Nanette Bussat, Siripoj Chamroenvidhya poursuit son travail dans cette ville où il expose régulièrement depuis 2005. Il travaille et expose ensuite entre Genève et Bangkok depuis 2009.

## Œuvre
Depuis le début de ses recherches artistiques, Siripoj Chamroenvidhya, un artiste plasticien contemporain né à Bangkok en 1957 et vivant à Genève depuis 1980, élabore une œuvre de dessinateur, de peintre et de photographe en utilisant une grande variété de médium : fusain, aquarelle, acrylique, peinture à l'huile, laque, photographie argentique et photographie numérique . Il varie également ses supports : papier, toile, papier bulle, carton, bois. Ses supports ont souvent été utilisés pour d'autres fonctions avant que Siripoj Chamroenvidhya ne se les approprie et ne les détourne de leur premier usage. 
Sa recherche porte fréquemment sur les accidents nés de la rencontre d'une technique avec un nouveau support. L'artiste utilise la force du poignet pour expérimenter les textures qu'un support pourra offrir avec le médium utilisé. La sensation d'appui plus ou moins forte permet de faire apparaître des volumes à partir de la densité du médium et de la texture du support. Le dessin est pratiqué comme une technique de peinture. 
Au cours de ce processus apparaissent des paysages  à peine suggérés, des natures mortes, des ciels étoilés, des horizons qui se révèlent en cours de création. Les éléments figuratifs gardent toujours un aspect mystérieux et demandent au spectateur, pour être perçus, un mouvement de l'imaginaire. " C'est de la matière même du fusain que surgissent les étoiles, scintillement jailli de la densité du noir, lumière qui fait irruption du papier lui-même dans l'obscurité veloutée du dessin " .
Voici ce qu'écrit Jacques Boesch concernant les paysages de Siripoj Chamroenvidhya : "D'un côté il insiste sur la continuité de l'oeuvre qui se lève progressivement, la permanence du travail de création, l’obligation de cohérence, le creusement du même dans le semblable, et, de l’autre, il convoque la surprise, l’incident visuel, l’apparition de nouveaux paysages". 
Certaines œuvres de Siripoj Chamroenvidhya sont plus explicites et font parfois référence à certaines questions sociétales, comme l'écologie ou l'urbanisation.
Le fusain est la technique la plus fréquemment utilisée dans ses œuvres. " Siripoj Chamroenvidhya traite par ses fusains des éléments essentiels du monde tels que le ciel et l'eau avec comme seuls moyens la présence du papier et l'humilité du tracé de feu consumé ". Ses paysages sont presque toujours dessinés au fusain, la vision de l'artiste apparaissant dans les nuances de noir et de blanc.
Depuis 2010, Siripoj Chamroenvidhya utilise le numérique et l'argentique dans le traitement de photographies afin de créer de nouveaux paysages proches de l'imaginaire. " Penser par la photographie ouvre des possibilités qui sont autres que celles du dessin, même si l'on retrouve dans ses photographies une tonalité propre à Siripoj dans toute son oeuvre. Voir l'horizon, voir ces ciels, ces paysages en tirage sur papier argentique, c'est les voir de manière radicalement nouvelle ".
Depuis 2010 également, Siripoj Chamroenvidhya intervient comme curateur dans certaines expositions :  How do you see Thaïland (2010), Contemporary art with politics and ecology (2017) et Airmail (2017) à la Galerie Nationale de Bangkok , Airmail (2017) à la galerie François Fontaine  et au laboratoire d'art contemporain Andata.Ritorno à Genève et Danses sans territoire (2018) au laboratoire d'art contemporain Andata.Ritorno.
Depuis 2017, il collabore aussi avec le poète Suisse-Arménien Vahé Godel en créant avec lui des livres d'artiste à tirage limité aux éditions Crac à Genève. Un de ces livres, un leporello intitulé Landscape, a été exposé à la Maison de Rousseau et de la Littérature à Genève  lors d'un récital de poésie en 2018.
Siripoj Chamroenvidhya est membre de l'association Visarte Suisse .
Certaines œuvres de Siripoj Chamroenvidhya font partie de la collection du Fonds d'art contemporain de la Ville de Genève ainsi que de la collection du Musée National de Bangkok. 

## Expositions

### Expositions collectives
- 2004   Exposition en plein air, Art Chêne 2004, Genève
- 2005   Musée Rath, Genève - Europ’Art, Genève - Period Gallery, Nebraska, USA
- 2006   Halle nord, Genève - Los Angeles Center for Digital Art, Los Angeles

- 2007   Villa Dutoit, Petit-Saconnex, Genève

- 2008   Le Futur Antérieur, Genève - Ferme de la Chapelle, Grand-Lancy – Espace Vallon, Chêne-Bourg

- 2009   Emily Harvey Foundation, New York - Abraham Joly, HUG, Genève

- 2010   The national gallery, Bangkok, Thailand - Halle nord, Genève - fluxmuseum, Texas - Exposition en plein air, Art Chêne

- 2013   Halle nord, Genève - Ruine, Genève

- 2014   Exposition des drapeaux, Genève

- 2015   Fonderie Kugler, Genève

- 2016   Atelier Galerie, Sète, France

- 2017   The national gallery, Bangkok, Thailand - Andata.Ritorno, laboratoire d'art contemporain, Genève

- 2018   Maison de Rousseau et de la Littérature, Genève - Halle nord - Andata.Ritorno, laboratoire d’art contemporain, Genève
- 2019   Crac, Andata.Ritorno, laboratoire d'art contemporain, Genève
- 2021   Crac, Andata.Ritorno, laboratoire d'art contemporain, Genève
- 2022   Crac, Andata.Ritorno, laboratoire d'art contemporain, Genève

### Expositions personnelles
- 2003   Centre de formation des HUG, Genève

- 2004   Andata.Ritorno laboratoire d’art contemporain, Genève

- 2007   Andata.Ritorno laboratoire d’art contemporain, Genève

- 2009   Pinacothèque, Genève - Halle nord, Genève

- 2014   Centre d'art contemporain Yverdon / Théâtre Benno Bosson, Yverdon-les-Bains

### Résidence artistique
- 2021   Atelier Lez'arts, Condémines, Nendaz